# Saint-Christophe-de-Double
Saint-Christophe-de-Double – miejscowość i gmina we Francji, w regionie Nowa Akwitania, w departamencie Żyronda.
Według danych na rok 1990 gminę zamieszkiwały 564 osoby, a gęstość zaludnienia wynosiła 16 osób/km² (wśród 2290 gmin Akwitanii Saint-Christophe-de-Double plasuje się na 667. miejscu pod względem liczby ludności, natomiast pod względem powierzchni na miejscu 216.).